# Straßenbahn-Betriebshof Nowa Huta

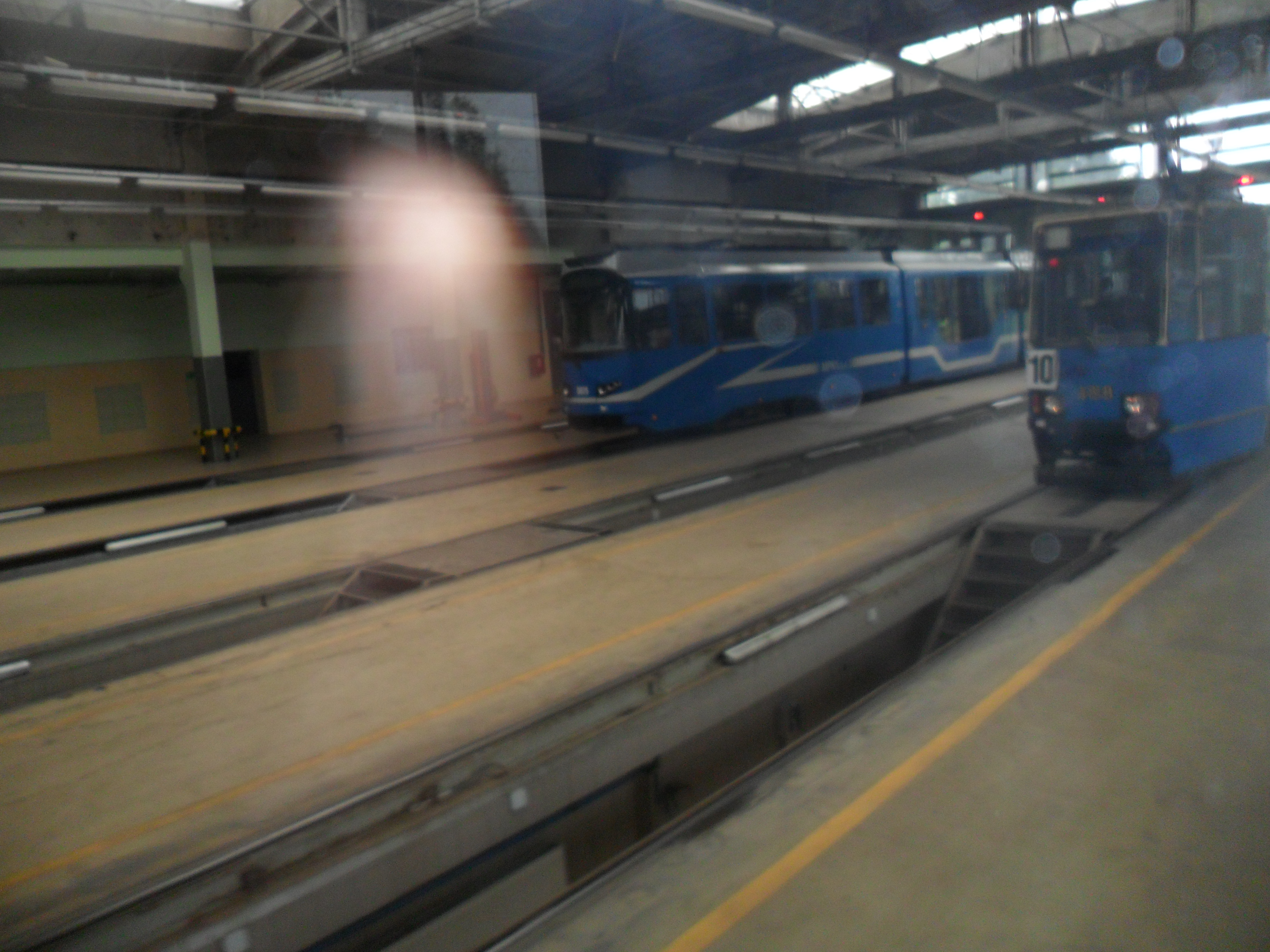
Die Wagenhalle des Straßenbahn-Betriebshofes Nowa Huta (2012)

Der Straßenbahn-Betriebshof Nowa Huta ist ein Depot der Straßenbahn Krakau, die dem MPK Kraków S.A. (Krakauer Verkehrsbetrieb AG) unterstellt ist. Das Depot befindet sich in der Ujastek-Straße 12, an der Kreuzung mit der Karol-Łowiński-Straße.

## Geschichte des Straßenbahn-Betriebshofes
Im Jahr 1959 wurde beschlossen, ein Straßenbahndepot in Nowa Huta zu bauen. Die Bauarbeiten begannen erst 1961 und die ersten Straßenbahnen konnten am 15. Juni 1965, vier Jahre nach dem Beginn der Bauarbeiten dort abgestellt werden.
Die Wagen des 102N/102Na-Typs wurden ab 1969 dort untergestellt und die Wagen des 105N-Typs ab 1975.
Die Waschhalle und Instandsetzungshalle wurden 1980 errichtet. Ab 1989 wurden Wagen des T4+B4-Typs im Depot untergestellt, ab 1995 die Wagen des GT6-Typs und ab 2004 Wagen des E1+c3-Typs.
Die Bahnkörper in der Wagenhalle wurden 2006 modernisiert.